# Paul Wittgenstein
Paul Wittgenstein (Wenen, 11 mei 1887 – New York, 3 maart 1961) was een Oostenrijks-Amerikaans pianist en componist. Hij was een oudere broer van de filosoof Ludwig Wittgenstein.
Wittgenstein studeerde bij Theodor Leschetizky. Hij debuteerde als concertpianist in 1913. Tijdens de Eerste Wereldoorlog raakte hij in militaire dienst gewond tijdens een patrouille bij Zamość in Polen, doordat een sluipschutter zijn rechterarm met een kogel doorboorde, waarna de arm moest worden geamputeerd.
Na de oorlog arrangeerde en speelde hij pianostukken voor alleen de linkerhand. Door het vermogen dat was vergaard door zijn vader, de staalmagnaat Karl Wittgenstein, kon hij het zich permitteren om vele componisten, onder wie toonaangevende figuren als Benjamin Britten, Paul Hindemith, Erich Wolfgang Korngold, Sergej Prokofjev, Maurice Ravel en Richard Strauss opdrachten te verlenen om werk voor hem te componeren.
Niet alle opdrachtwerken vielen in zijn smaak. Hindemiths Klaviermusik mit Orchester werd door Wittgenstein afgewezen, waarbij hij verbood dat anderen het gedurende zijn leven zouden uitvoeren. Prokofjev componeerde in 1931 een werk voor hem, maar Wittgenstein schreef hem: "Ik bedank je voor het concert, maar ik begrijp er geen enkele noot van en ik zal het niet spelen". Hij heeft dat inderdaad nooit gedaan. Het bekendste werk dat speciaal voor hem werd gecomponeerd is het Concert pour la main gauche van Ravel. Wittgenstein wilde het spelen, mits met belangrijke door hem aangebrachte wijzigingen, maar Ravel verbood dat. Dit leidde ertoe dat de relatie tussen hen slecht werd en zij elkaar na 1933 nooit meer zagen.
Na de Anschluss in 1938 mocht Wittgenstein - als afstammeling van Joodse voorouders - geen concerten meer geven. Hij vertrok naar de Verenigde Staten en werd in 1946 Amerikaans staatsburger. Hij werkte als muziekpedagoog en schreef het leerboek School for the left hand (1957).

## Werken voor piano linkerhand gecomponeerd voor Wittgenstein (selectie)
In opdracht van Paul Wittgenstein hebben 22 componisten in totaal 36 werken voor piano linkerhand gecomponeerd, die hij (met uitzondering van die van Hindemith en Prokofjev) allemaal in première heeft gebracht. Hieronder de bekendste:
- Sergei Bortkiewicz
  - Pianoconcert nr. 2, op. 28, 1924
- Benjamin Britten
  - Diversions, voor piano en orkest op. 21, 1940
- Paul Hindemith
  - Klaviermusik mit Orchester, Op. 29, 1923
- Erich Wolfgang Korngold
  - Pianoconcert in C, op. 17, 1923
  - Suite voor twee violen, cello en piano linkerhand, op. 23, 1930
- Sergej Prokofjev
  - Pianoconcert nr. 4 in Bes, op. 53, 1931
- Maurice Ravel
  - Concerto pour la main gauche, 1930
- Franz Schmidt
  - Concertante Variaties op een thema van Beethoven, 1923
  - Pianokwintet (met strijkkwartet) in G, 1926
  - Pianokwintet (met klarinet en strijktrio) in Bes, 1932
  - Pianoconcert in Es, 1934
  - Pianokwintet (met klarinet en strijktrio) in A, 1938
- Richard Strauss
  - Parergon zur Sinfonia domestica, op. 73, 1925
  - Übungen für die linke Hand, 1926
  - Panathenäenzug, op. 74, 1927
- Alexandre Tansman
  - Konzertstück für die linke Hand, 1943

- Bibliothèque nationale de France: cb14824440t (data)
- Gemeinsame Normdatei: 117422959
- International Standard Name Identifier: 0000 0000 8082 5627
- Library of Congress Control Number: n2006038728
- Nationale Bibliotheek van Letland: 000303888
- MusicBrainz: 9b2025ea-cb47-4039-9f18-0ec794bcd3e2
- Nationale Bibliotheek van Tsjechië: jx20120827001
- Nationale Bibliotheek van Israël: 987007323903805171
- Nationale Bibliotheek van Polen: a0000003236648
- Nederlandse Thesaurus van Auteursnamen: 380691582
- LIBRIS: 287420
- SNAC: w61z5t86
- Système universitaire de documentation: 235236829
- Virtual International Authority File: 2736702
- WorldCat: E39PBJkMMyG6DmrywXbMHJHBfq